# Олокун
Олокун — в мифологии йоруба и бини бог моря, иногда — женское божество. Аналог греческого Посейдона.
Считается порождением Орунгана. Жена — богиня Олоса. В наибольшей степени был в почёте у рыбаков и прибрежного населения.
Согласно мифу Олокун устроил потоп, чтобы уничтожить людей, и только вмешательство бога Обатала помогло спасти часть человечества. Олокун был скован цепями и возвращён в свой морской дворец.
Основное изображение бога Олокуна — мужская фигура с рыбами вместо ног.
У бини почитается не только как бог водной стихии (всей, а не только морской), но и как божество богатства и плодородия, считается покровителем царя.